# 时间简史（普及版）
《时间简史（普及版）》，台湾译《新時間簡史》（英語：A Briefer History of Time）是英國天体物理學家史蒂芬·霍金和美國加州理工学院教授倫納德·姆沃迪瑙（Leonard Mlodinow）的科學普及著作，英文原版於2005年出版。

## 中文版
- 简体中文版：ISBN 978-7-5357-4451-7
  - 譯者：吴忠超
  - 出版社：湖南科学技术出版社，2006年
- 繁體中文版：ISBN 978-9-8621-3347-7
  - 譯者：郭兆林、周念縈
  - 出版社：大塊文化，2012年